# Tetraonyx tigridipennis
Tetraonyx tigridipennis is een keversoort uit de familie van oliekevers (Meloidae). De wetenschappelijke naam van de soort is voor het eerst geldig gepubliceerd in 1838 door Richard.